# Masters in Bordeaux et Masters in Paris
Albums par Martial Solal
Martial Solal - Works for Piano and Two Pianos
(2015) My One and Only Love
(2018)
Albums par Dave Liebman
Live at U of T
(2017) Fire
(2018)
Albums par Martial Solal
Histoires improvisées (paroles et musiques)
(2018) Coming Yesterday : Live at Salle Gaveau 2019
(2021)
Albums par Dave Liebman
New Light-The Vonce
(2019) QUINT5T
(2020)
Masters in Bordeaux et Masters in Paris sont deux albums de jazz en duo du pianiste français Martial Solal et du saxophoniste américain Dave Liebman, sortis respectivement en 2017 et 2020 chez Sunnyside.

## À propos de la musique
Dave Liebman et Martial Solal, respectivement 69 ans et 88 ans sur Masters in Bordeaux, sont deux grands maîtres du jazz : Liebman, couronné du NEA Jazz Masters Fellowship, a exploré et agrandi les limites du jazz, tout en jouant un rôle de passeur, tandis que Solal est un des meilleurs musiciens européens, faisant le lien entre Sidney Bechet, Paul Motian ou Dave Douglas. Les deux musiciens sont de grands habitués des duos.
Bien qu'ils se connaissent et s'admirent depuis des années, les deux musiciens n'avaient jamais joué ensemble. La première rencontre a été organisée par le gendre de Solal et ancien élève de Liebman Jean-Charles Richard. Liebman a amené de la musique issue de sa longue collaboration avec Richie Beirach, et les deux musiciens ont rapidement voulu jouer ensemble.
Martial Solal, à la suite d'ennuis de santé, s'était absenté de la scène, et n'avait plus touché à son piano pendant un an après un concert qui ne l'avait pas satisfait. Sa rencontre avec Liebman l'amène à se remettre à son instrument, et il donne concert privé avec Lee Konitz le 2 octobre 2015 chez les parents du pianiste Dan Tepfer, qui marque un retour sur scène.
Solal et Liebman ont ainsi joué deux soirs en décembre 2015, au Sunside à Paris. Liebman a avoué s'être parfois senti débordé par l'inventivité et les brisures de Solal au Sunside,,, ce qui ne les a pas empêchés de chercher à renouveler l'expérience.
Ils ont ensuite joué à Sauternes, concert qui a donné lieu au disque Masters in Bordeaux puis à Paris au Studio 104.

## Masters in Bordeaux
Le 4 août 2016, Solal et Liebman ont été invités par Jean-Jacques Quesada à jouer à Sauternes, dans le cadre du festival Jazz & Wine Festival de Bordeaux.
Le répertoire a été choisi sur place, les deux musiciens optant pour des standards connus, recomposés sur scène.
En 2017 Masters in Bordeaux est finaliste du prix du meilleur disque de l'année de l'Académie du jazz.

## Masters in Paris
Dans le cadre de l'émission Jazz sur le Vif de France Musique, Arnaud Merlin a invité les deux musiciens à jouer au Studio 104 de Radio France le 29 octobre 2016. Ils jouent des standards (Invitation de Bronisław Kaper, Stella by Starlight, Summertime…), des compositions (In and Out, déjà enregistré par Solal avec Johnny Griffin sur l'album du même nom). Le standard Just Friends est un morceau que Solal a beaucoup joué en duo avec un autre saxophoniste, Lee Konitz. Small One est une valse composée par Liebman, enregistrée avec Elvin Jones.
Le concert est diffusé en deux parties le 30 septembre 2017 et le 1er octobre 2017 sur France Musique.
L'ordre a été modifié pour le disque, et certains morceaux n'ont pas été gardés. Ils ont joué ce soir-là :
- Invitation (Bronisław Kaper)
- Stella by Starlight (Victor Young)
- In And Out (Martial Solal)
- Just Friends (John Klenner, Sam M. Lewis)
- Small One (Dave Liebman)
- Night in Tunisia (Dizzy Gillespie, Frank Paparelli)
- Satin Doll (Duke Ellington, Billy Strayhorn, Johnny Mercer)
- Cosmos (Dave Liebman)
- Coming Yesterday (Martial Solal)
- Body and Soul (Johnny Green, Edward Heyman, Frank Eyton, Robert Sour)
- Lester Leaps In (Lester Young)
- What Is This Thing Called Love? (Cole Porter)

## Réception critique
Les deux albums sont unanimement loués par la critique : « prodigieux » pour The New Yorker ; également pour Jazz Magazine qui loue notamment l'entente des musiciens.
Pour Dan Bilawsky (JazzTimes) « les deux musiciens rendent logique et cohérent l'étrange association de la pensée directe et de la digression ». Les morceaux qu'il jouent ont beau être des classiques joués des milliers de fois, ils leur donnent une fraicheur transgressive et pleine d'inattendus.
Pour Jack Kenny (Jazz Views), un des meilleurs moments se trouve à la fin de Coming Yesterday : les deux musiciens partent alors dans deux directions différentes, Liebman explorant le registre suraigu du soprano, tandis que Solal rappelle Cecil Taylor : « c'est à la fois excitant, troublant et le signe de la grande confiance entre eux deux ». Il ajoute que c'est sans doute un album que l'on continuera à écouter dans des décennies.
Pour Xavier Prévost (Les DNJ), « la surprise, le contre-pied, l'espièglerie et l'inspiration sont constamment au rendez-vous ». Il ajoute que Coming Yesterday, joué à Paris, se dirige « vers des sentiers que, personnellement, je n'avais jamais explorés lors des nombreuses fois où j'ai entendu Martial jouer ce thème en concert ». Pour Jean-Louis Lemarchand (Les DNJ), « chacun met un malin plaisir à servir ces monuments du jazz en apportant sa pierre à l’édifice, se montrant (sans jamais chercher à démontrer) lyrique, juvénile, espiègle ».

## Lite des pistes

### Masters in Bordeaux
| No | Titre                           | Musique                                     | Durée |
| -- | ------------------------------- | ------------------------------------------- | ----- |
| 1. | All the Things You Are          | Jerome Kern, Oscar Hammerstein II           | 7:34  |
| 2. | Night and Day                   | Cole Porter                                 | 9:24  |
| 3. | Solar                           | Miles Davis                                 | 8:23  |
| 4. | What Is This Thing Called Love? | Cole Porter                                 | 6:52  |
| 5. | On Green Dolphin Street         | Bronisław Kaper, Ned Washington             | 5:23  |
| 6. | Lover man                       | James Davis*, James Sherman*, Roger Ramirez | 7:52  |

### Masters in Paris
| No | Titre                           | Musique                                        | Durée |
| -- | ------------------------------- | ---------------------------------------------- | ----- |
| 1. | A Night in Tunisia              | Dizzy Gillespie, Frank Paparelli               | 8:20  |
| 2. | Stella by Starlight             | Victor Young, Ned Washington                   | 9:56  |
| 3. | In & Out                        | Martial Solal                                  | 7:30  |
| 4. | Night and Day                   | Cole Porter                                    | 11:41 |
| 5. | Small One                       | David Liebman                                  | 8:33  |
| 6. | Satin Doll                      | Duke Ellington, Billy Strayhorn, Johnny Mercer | 7:21  |
| 7. | Summertime                      | George Gershwin                                | 5:22  |
| 8. | What Is This Thing Called Love? | Cole Porter                                    | 5:15  |
| 9. | Coming Yesterday                | Martial Solal                                  | 8:31  |

## Musiciens
- Martial Solal : piano
- Dave Liebman : saxophone ténor et soprano